# Norwalk (Californie)
Pour les articles homonymes, voir Norwalk.
Norwalk est une ville située dans le comté de Los Angeles, dans l'État de Californie aux États-Unis. Lors du recensement de 2010, sa population s’élevait à 105 549 habitants.

## Géographie
Incorporée le 26 août 1957, la municipalité se trouve à environ 27 kilomètres au sud-est de Downtown Los Angeles. Comme la plus grande partie de la Californie du Sud, Norwalk était une zone agricole à la fin de la Seconde Guerre mondiale et se développa dès lors comme une banlieue de Los Angeles.
Selon le Bureau du recensement des États-Unis, Norwalk a une superficie totale de 25,24 km2, dont 25,14 km2 de terre et 0,102 km2 d'eau (0,40 %).

## Démographie
| Groupe            | Norwalk | Californie | États-Unis |
| ----------------- | ------- | ---------- | ---------- |
| Blancs            | 49,4    | 57,6       | 72,4       |
| Autres            | 28,4    | 17,0       | 6,2        |
| Asiatiques        | 12,0    | 13,1       | 4,8        |
| Afro-Américains   | 4,4     | 6,2        | 12,6       |
| Métis             | 4,3     | 4,9        | 2,9        |
| Amérindiens       | 1,2     | 1,0        | 0,9        |
| Océaniens         | 0,4     | 0,4        | 0,2        |
| Total             | 100     | 100        | 100        |
|                   |         |            |            |
| Latino-Américains | 70,2    | 37,6       | 16,7       |

Selon l'American Community Survey, pour la période 2011-2015, 54,45 % de la population âgée de plus de 5 ans déclare parler l'espagnol à la maison, 33,25 % déclare parler l'anglais, 3,42 % le tagalog, 2,87 % le coréen, 1,68 % une langue chinoise et 4,33 % une autre langue.
| 1960   | 1970   | 1980   | 1990   | 2000    | 2010    |
| ------ | ------ | ------ | ------ | ------- | ------- |
| 88 739 | 90 164 | 84 901 | 94 279 | 103 298 | 105 549 |

## Galerie photographique

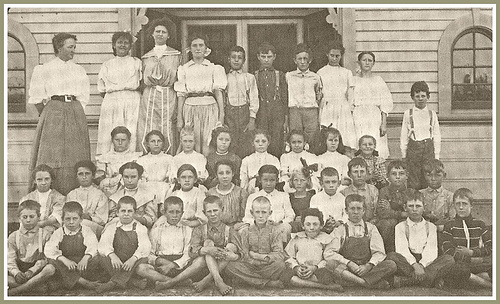
La Norwalk Grammar School en 1890. La Cora Hargitt Middle School Academy (1980-2008) a été nommée d'après l'enseignante, tout en haut à gauche.

## Transports
Une station de la ligne C du métro de Los Angeles se situe dans la ville.

## Personnalités liées
- Dona Speir (1964 -), mannequin et actrice